# Cinéma serbe

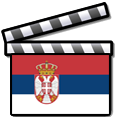
Un clap aux couleurs du drapeau serbe.

Le cinéma serbe est un type de création artistique en République de Serbie, un style national et une manière de présenter le médium cinématographique, ainsi que des relations économiques liées au processus de production et de distribution des œuvres créées. Il s'inscrit dans la continuité du cinéma yougoslave après la dissolution de ce pays.
Le cinéma serbe est l'un des principaux cinémas de l'Europe du Sud-Est. Cette renommée est due en grande partie au réalisateur Emir Kusturica, qui a remporté plus de 20 prix dans de nombreuses compétitions cinématographiques internationales, dont deux Palmes d'Or au Festival de Cannes.

## Histoire

### Royaume de Serbie (jusqu'en 1918)
Le premier film en Serbie a été réalisé en 1909. Aujourd'hui, cet événement est considéré comme la date d'émergence du cinéma serbe. Dans les premières décennies du XXe siècle, le « roi du rire de Belgrade » Ilija Stanojević, l'un des tout premiers acteurs et réalisateurs serbes du cinéma muet, était extrêmement populaire. Il a notamment réalisé en 1911 le film historique Karađorđe, le premier long métrage serbe.

### Yougoslavie (1918-2003)
Cette forme d'art a connu sa première période de croissance dans les années 1920 et 1930, d'abord dans le Royaume des Serbes, Croates et Slovènes jusqu'en 1929, puis en Royaume de Yougoslavie jusqu'en 1945. La cinématographie ne pouvait pas éviter les thèmes les plus importants de la conscience nationale serbe, y compris, probablement, le principal : les batailles sur le territoire du Kosovo. Le film La Bataille du Kosovo est réalisé par Mihajlo Popovic en 1939. Avant la Seconde Guerre mondiale, seuls 12 films ont été réalisés en Serbie.

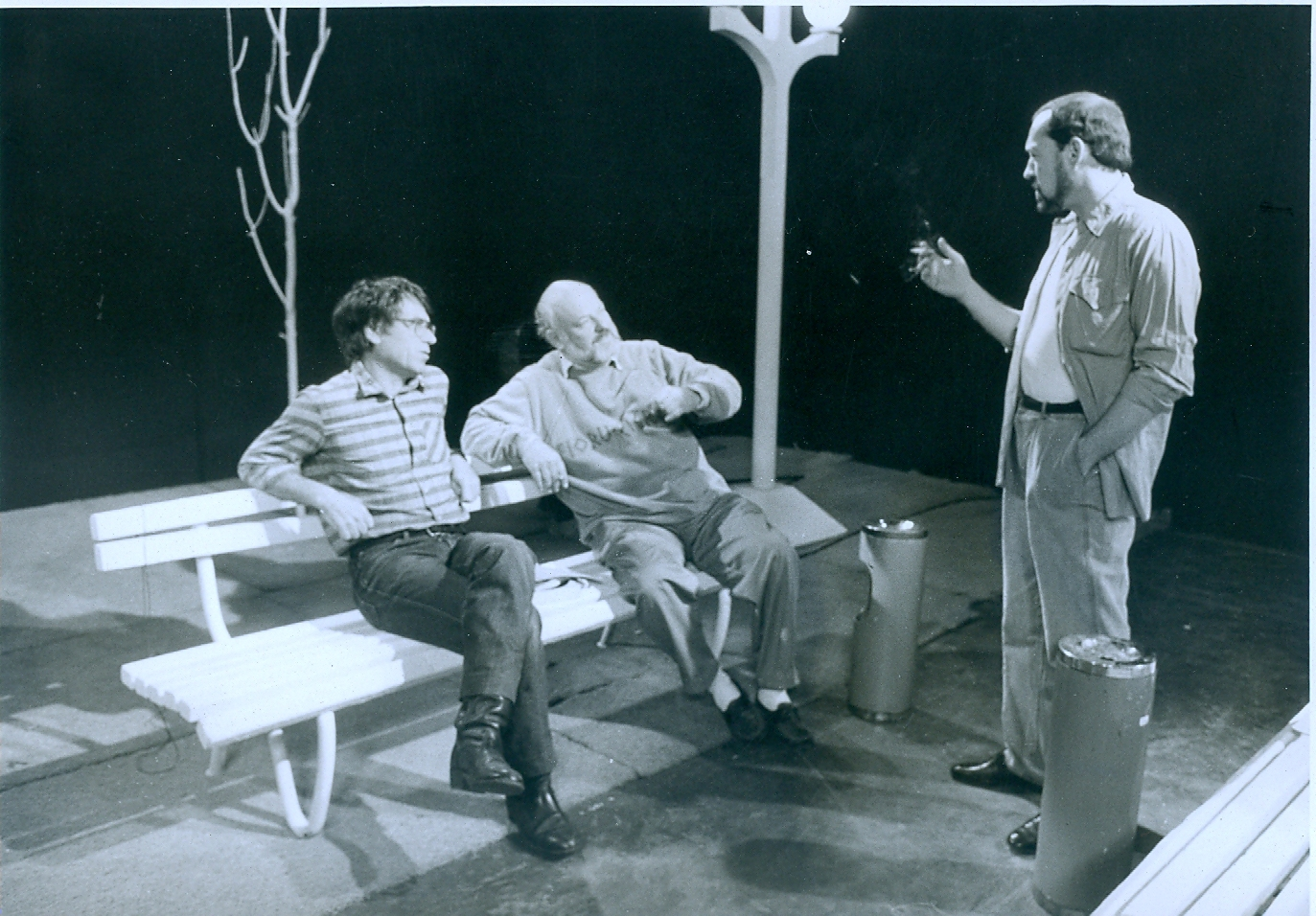
Ranko Munitić (1943-2009), debout, avec Želimir Žilnik et Dušan Makavejev en 1989.

Au cours de la première décennie d'après-guerre, l'industrie cinématographique nationale a stagné, mais au milieu des années 1960, de jeunes réalisateurs serbes ont commencé à être reconnus au niveau international. Il s'agit des chefs de file de la Vague noire : Dušan Makavejev avec les films L'homme n'est pas un oiseau (1965), Une affaire de cœur : La tragédie d'une employée des P.T.T. (1967), Wilhelm Reich : Les Mystères de l'organisme (1971) et autres ; Aleksandar Petrović avec Tri (1965, nomination aux Oscars), J'ai même rencontré des Tziganes heureux (1967, nomination aux Oscars, grand prix du Festival de Cannes, statut de meilleur (2e place) film en Yougoslavie depuis 1945, autres récompenses), Le Maître et Marguerite (1972) et autres. Les critiques limitent la Vague noire à la période allant de 1963 à 1972 et soulignent ses particularités : formes non conventionnelles de narration et de présentation vidéo, examen de problèmes sociaux aigus, souvent du point de vue de l'opposition au gouvernement en place, humour noir, fins fatalistes.
Dans les années 1980, il convient de mentionner le travail de Goran Marković avec les films Variola vera (1982), Taiwan Canasta (1985), Déjà vu (1987) ; Slobodan Šijan, Goran Paskaljević. Parmi les acteurs, Zoran Radmilović est le plus connu.
L'une des figures centrales du cinéma serbe a été et est toujours le dramaturge et scénariste Gordan Mihić, qui a réalisé environ 90 films à partir de ses scénarios, notamment des œuvres des auteurs de la Vague noire des années 1960 (Le Réveil des rats et Quand je serai mort et livide de Živojin Pavlović) et d'autres plus modernes (Chat noir, chat blanc d'Emir Kusturica ou Absurdistan de Veit Helmer),.

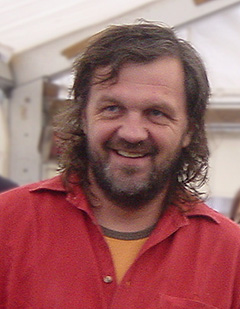
Emir Kusturica

Le réalisateur serbe le plus célèbre est Emir Kusturica, qui a obtenu deux palmes d'or au Festival de Cannes pour les films Papa est en voyage d'affaires en 1985 et Underground en 1995. Pendant le tournage de La vie est un miracle (2004), dans lequel la ligne de chemin de fer du Huit de Šargan (en serbe : Шарганска осмица et Šarganska osmica) joue un rôle essentiel, il a particulièrement apprécié la région de Mokra Gora ; il y a fait bâtir le « village en bois » de Küstendorf ; en janvier 2008, s'y est déroulé le premier Festival international du film de Küstendorf. Depuis 1971, Belgrade accueille un important Festival du film (en serbe : Београдски међународни филмски фестивал et Beogradski međunarodni filmski festival, FEST). L’essentiel de l’industrie du cinéma serbe se trouve à Belgrade.

### République de Serbie (depuis 2003)
Le cinéma de la seconde moitié des années 1990 — une époque marquée par les événements de la transition, de la dislocation de la Yougoslavie, des bombardements de l'OTAN — a souvent gravité autour des thèmes de la guerre, de la violence et de la sexualité à l'état brut. Mais pour les jeunes auteurs d'aujourd'hui, l'agressivité et la destruction ne sont plus la tendance principale. Un art humain, lumineux, ironique émerge. Au cours de la première décennie du XXIe siècle, la Serbie a produit entre 10 et 20 films par an. Parmi les réalisateurs les plus célèbres de cette période, citons Stefan Arsenijević (lauréat du concours de courts métrages de la Berlinale 2003, candidat aux Oscars), Goran Marković, toujours actif (nombreux prix de festivals internationaux du film pour Kordon (sr), 2003, et Turneja, 2008), Oleg Novković (nombreux prix de festivals internationaux du film pour Sutra ujutru, 2006, et Beli, beli svet (sr), 2010) et d'autres encore.
Les directeurs de la photographie serbes coopèrent largement avec leurs collègues de la région balkaniques et des républiques de l'ex-Yougoslavie. Ces dernières années, la tendance est aux projets cinématographiques communs avec l'Europe. Aujourd'hui, la coopération serbo-albanaise est devenue importante, allant de l'échange artistique de projets sur des thèmes ethniques similaires à la coproduction directe.

## Les principaux réalisateurs
- Peter Bogdanovich
- Timothy John Byford
- Srđan Dragojević
- Boro Drašković
- Emir Kusturica
- Nikola Ležaić
- Dušan Makavejev
- Goran Marković
- Gojko Mitić
- Goran Paskaljević
- Živojin Pavlović
- Aleksandar Petrović
- Lazar Ristovski
- Slobodan Šijan
- Želimir Žilnik

## Les principaux acteurs
Parmi les acteurs renommés de la première moitié du XXe siècle, on peut citer Ilija Stanojević (1859-1930), qui, en 1911, réalisa également le premier film muet de Serbie, ou encore Žanka Stokić (1887-1947) et le tragédien Dobrica Milutinović (1880-1956). Parmi les acteurs et actrices de la « nouvelle vague serbe », on peut signaler Miodrag Petrović Čkalja, Pavle Vujisić, Zoran Radmilović, Danilo Bata Stojković, Dragan Nikolić, Milena Dravić, Velimir Bata Živojinović, Ljubiša Samardžić, Mira Banjac, Bora Todorović, Miki Manojlović, Lazar Ristovski et Mirjana Karanović.

## Films serbes célèbres
- J'ai même rencontré des tziganes heureux (Skupljači perja), 1967
- La Bataille de la Neretva (serbe : Bitka na Neretvi), 1969
- Wilhelm Reich : Les Mystères de l'organisme  (W.R.: Misterije organizma), 1971
- Qui chante là-bas ?, (Ko to tamo peva), 1980
- Te souviens-tu de Dolly Bell ? (Sjećaš li se Doli Bel), 1981
- Papa est en voyage d'affaires (Otac na službenom putu), 1985
- Le Temps des Gitans (Dom za vešanje), 1989
- Nous ne sommes pas des anges (Mi nismo anđeli), 1992
- Underground (Podzemlje), 1995
- Chat noir, chat blanc (Crna mačka, beli mačor), 1998
- Rane (Rane), 1998
- La vie est un miracle (Život je čudo), 2004
- Saint George tue le dragon (Sveti Georgije ubiva aždahu), 2008
- A Serbian Film (Srpski film), 2010

### Évolution du nombre de films produits
| Année | Nombre de films produits |
| ----- | ------------------------ |
| 2006  | 12                       |
| 2007  | 16                       |
| 2008  | 9                        |
| 2009  | 20                       |
| 2010  | 13                       |
| 2011  | 12                       |
| 2012  | 13                       |
| 2013  | 9                        |
| 2014  | 18                       |
| 2015  | 19                       |
| 2016  | 20                       |
| 2017  | 15                       |
| 2018  | 12                       |
| 2019  | 17                       |
| 2020  | 8                        |
| 2021  | 16                       |
| 2022  | 25                       |
| 2023  | 30                       |

## Films documentaires
- Mledan Kovacevic, Anplagd (Unplugged), 2013, musique de bouche avec feuille d'arbre, 51 min.